# Blasenfarne
Die Blasenfarne (Cystopteris) sind eine Pflanzengattung in der Familie der Wimperfarngewächse (Woodsiaceae).

## Merkmale

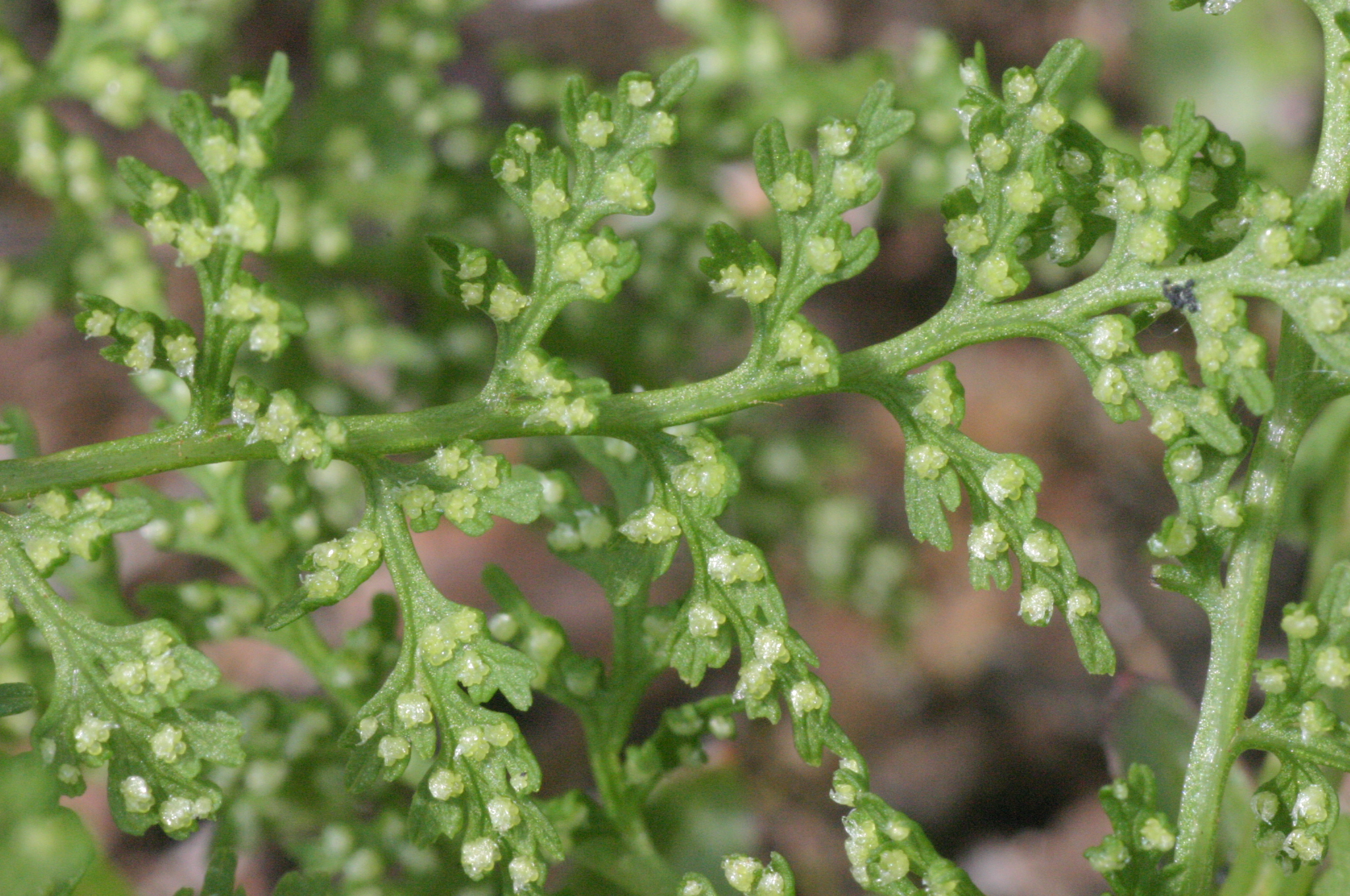
Alpen-Blasenfarn (Cystopteris fragilis subsp. alpina), Wedel mit Sori von unten

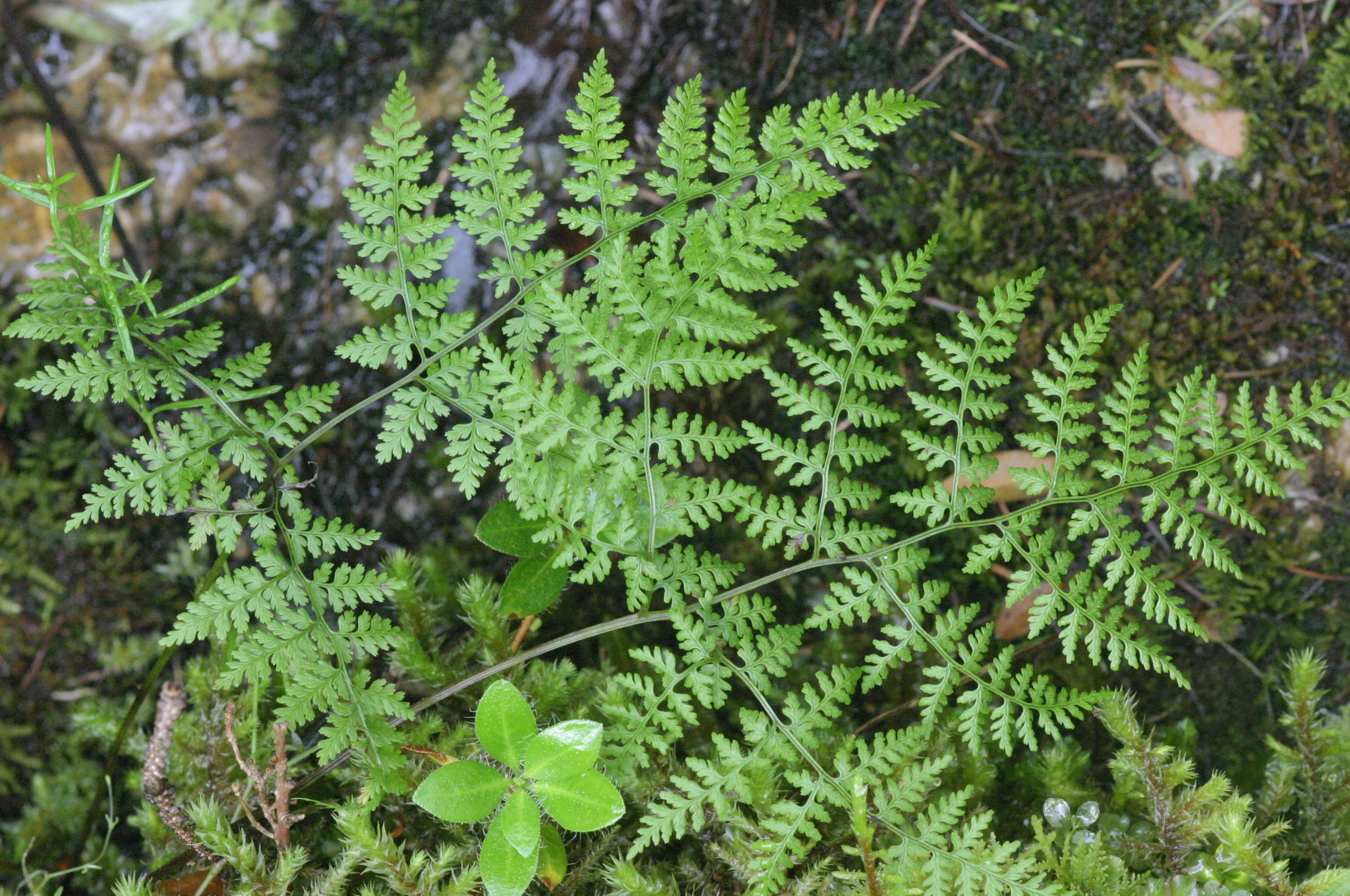
Berg-Blasenfarn (Cystopteris montana)

Die Blasenfarn-Arten sind ausdauernde krautige Pflanzen und besitzen ein schwärzliches Rhizom. Sterile und fertile Wedel sind gleich gestaltet: Sie sind gefiedert, zart und haben eine zerbrechliche Rhachis. Die Länge der Blattwedel beträgt maximal 30 Zentimeter, meist sind sie jedoch kürzer. Die Wedel sterben im Winter ab. An der Basis des Blattstieles gibt es zwei Leitbündel. Nach oben vereinigen sich beide zu einem U-förmigen Querschnitt. Die Blatt-Adern enden frei.
Die Sori sind rund und stehen einzeln vom Blattrand entfernt. Der Schleier (Indusium) ist oval und ist seitlich am Sorus angeheftet. Er überwölbt den Sorus blasig, ist zart und zuletzt zurückgeschlagen.

## Systematik und Verbreitung

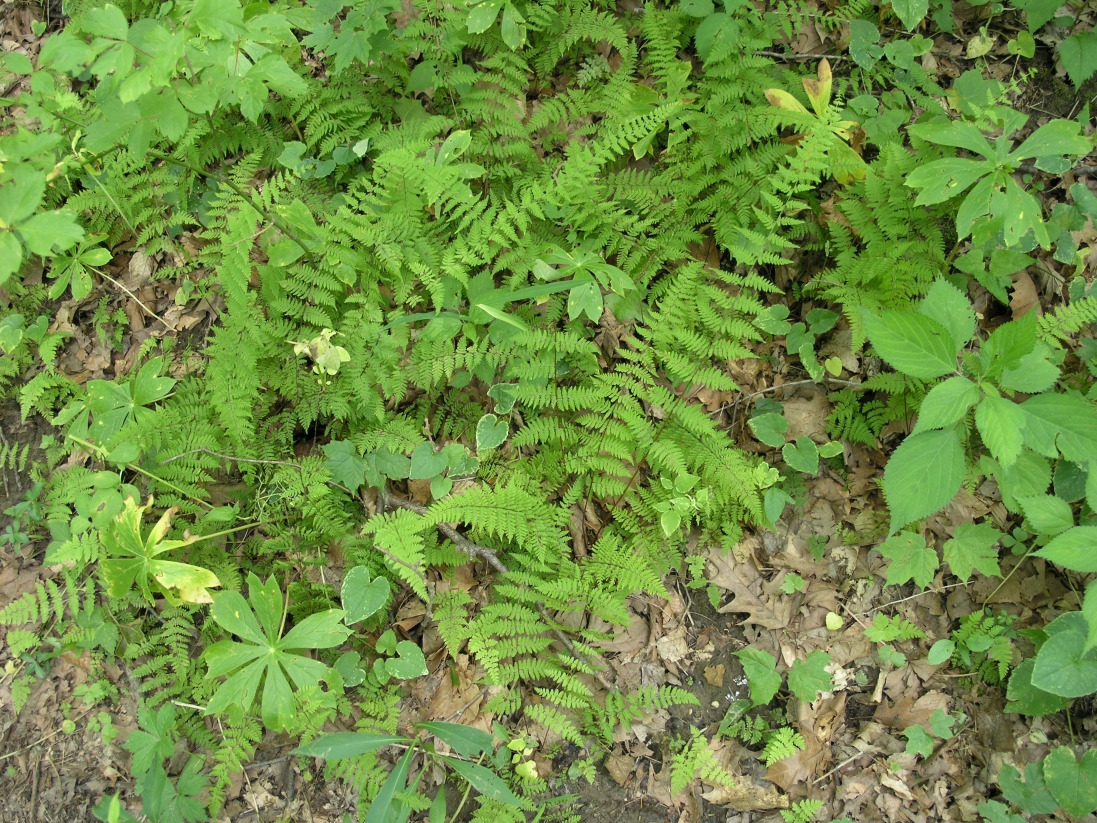
Brutknospen-Blasenfarn (Cystopteris bulbifera)

Die Gattung Cystopteris wurde durch Johann Jakob Bernhardi aufgestellt. Der Gattungsname Cystopteris leitet sich aus griechischen Wörtern kystos für Blase und pteris für Farn ab und bedeutet also Blasenfarn, dies bezieht sich auf den blasenartig die Sori überwölbenden Schleier.
Die Gattung Cystopteris ist fast weltweit in den gemäßigten Gebieten verbreitet. Die diploiden Arten haben ihren Schwerpunkt in Nordamerika.
In der Gattung Cystopteris gibt es (je nach Quelle) 12 bis 20 Arten:
Die in Europa vorkommenden Arten sind:
- Zerbrechlicher Blasenfarn (Cystopteris fragilis (L.) Bernh.): Sie ist in Eurasien verbreitet. Es gibt mehrere Unterarten:
  - Cystopteris fragilis (L.) Bernh. subsp. fragilis
  - Alpen-Blasenfarn (Cystopteris fragilis subsp. alpina (Lam.) Hartm., Syn.: Cystopteris alpina (Lam.) Desv.), Verbreitungsgebiet: Europa, Nordafrika, Türkei
  - Zarter Blasenfarn (Cystopteris fragilis subsp. diaphana (Bory) Litard., Syn.: Cystopteris diaphana (Bory) Blasdell): Das Verbreitungsgebiet umfasst außer Südwest- und Südeuropa noch die Azoren und Afrika.
  - Runzelsporiger Blasenfarn (Cystopteris fragilis subsp. dickieana (R.Sim) Moore, Syn.: Cystopteris dickieana R. Sim), Verbreitungsgebiet: Europa und Sibirien.
  - Cystopteris fragilis subsp. oromediterranea Pérez Carro & Fern. Areces: Diese Unterart wurde 2023 aus Spanien erstbeschrieben.[1]
- Berg-Blasenfarn (Cystopteris montana (Lam.) Desv.), Verbreitungsgebiet: Europa, Kaukasus und Sibirien
- Sudeten-Blasenfarn (Cystopteris sudetica A.Braun & Milde), Verbreitungsgebiet: Europa. Vorder- und Ostasien

Weitere Arten (Auswahl):
- Brutknospen-Blasenfarn (Cystopteris bulbifera (L.) Bernh.), Heimat: Kanada und USA. Die Art kommt gelegentlich in Kultur vor. Sie entwickelt Brutknospen an der Fiederbasis.
- Cystopteris protrusa (Weath.) Blasdell: Sie kommt in Ontario, in den nördlich-zentralen und in den östlichen Vereinigten Staaten vor.[2]
- Cystopteris regia (L.) Desv.: Sie kommt in Georgien vor.[1]
- Cystopteris tibetica Z.R.Wang: Sie gedeiht in Höhenlagen von 2400 bis 3600 Metern in Tibet und Yunnan.[3]